# Nubia

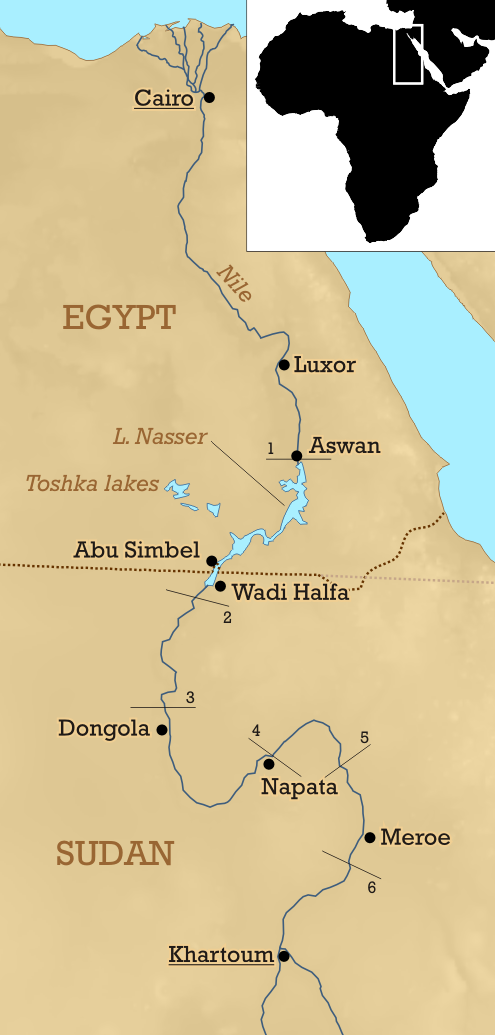
Nubia astăzi

Nubia este o regiune aflată în sudul Egiptului, de-a lungul Nilului, și în nordul Sudanului. Cel mai mult din Nubia se află azi în Sudan și aproximativ un sfert din teritoriul său este în Egiptul modern. În antichitate a fost un regat independent. 